# جمشیدیه
جمشیدیه نام محله‌ای است واقع در نقطه شهر تهران بر روی کوهپایه‌ی قله کلکچال قرار دارد. این محله با ارتفاع متوسط ۱۸۰۰ متر بالاتر از سطح دریا، یکی از مرتفع‌ترین و مناطق مسکونی تهران به‌شمار می‌آید. در این محله یک پارک کوهستانی معروف به‌نام بوستان جمشیدیه قرار دارد.
خیابان جمشیدیه (شهید حکمت‌الله امیدوار) اصلی‌ترین خیابان این محله می‌باشد که از خیابان نیاوران در جنوب آغاز شده و تا ‌‌‌پارک جمشیدیه در شمال ادامه دارد. خیابان جمشیدیه از خیابان نیاوران تا خیابان فیضیه یک‌طرفه به سمت جنوب بوده و از خیابان فیضیه تا پارک جمشیدیه دوطرفه می‌باشد.